# Centruroides fulvipes
Espèce
Synonymes
- Centrurus fulvipes Pocock, 1898

Centruroides fulvipes est une espèce de scorpions de la famille des Buthidae.

## Distribution
Cette espèce est endémique du Mexique. Elle se rencontre au Guerrero et en Oaxaca.

## Publication originale
- Pocock, 1898 : « Descriptions of some new Scorpions from Central and South America. » Annals and Magazine of Natural History, sér. 7, vol. 1, p. 384-394 (texte intégral).